# 圣洛朗德戈斯
圣洛朗德戈斯（法語：Saint-Laurent-de-Gosse，法語發音：[sɛ̃ loʁɑ̃ də ɡɔs]）是法国朗德省的一个市镇，属于达克斯区。

## 地理
圣洛朗德戈斯（43°31'58"N, 1°16'5"W）面积17.39 平方千米，位于法国新阿基坦大区朗德省，该省份为法国西南部沿海省份，是法國本土面积第二大的省，北起吉倫特省，西临大西洋，南至大西洋比利牛斯省，东临热尔省，东北与洛特-加龍省接壤。
与圣洛朗德戈斯接壤的市镇（或旧市镇、城区）包括：于尔特、比亚罗特、比欧多斯、圣巴泰勒米、圣玛丽德戈斯、吉什。

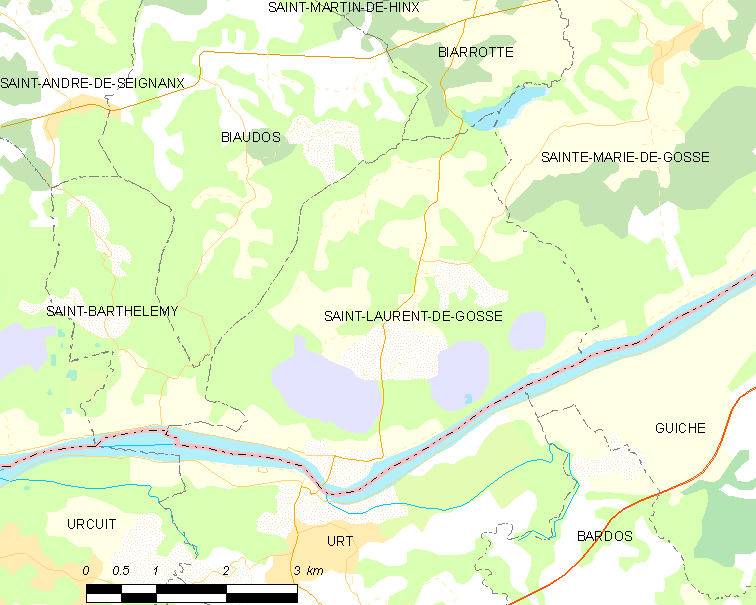
圣洛朗德戈斯的OSM定位图

圣洛朗德戈斯的时区为UTC+01:00、UTC+02:00（夏令时）。

## 行政
圣洛朗德戈斯的邮政编码为40390，INSEE市镇编码为40268。

## 政治
圣洛朗德戈斯所属的省级选区为塞尼昂县。

## 人口

1962-2008年间圣洛朗德戈斯人口变化图示

圣洛朗德戈斯于2022年1月1日时的人口数量为735人。